# Јанез Петернел
Јанез Петернел (Делнице код Шкофје Локе 26. децембар 1917 — Заградец код Гросупља 30. новембар 1943) био је бициклиста, члан „Колесарског клуба Хермес” у Љубљани. На Првенству Југославије у бициклизму у друмској вожњи 1939. које је одржано на путу Загреб—Љубљана заузео је четврто место. Највећи успех му је победа на бициклистичкој трци Кроз Србију 1940.
Учествовао је у НОБу и погинуо као партизански курир од домаћих издајника (домобрана).